# Gisolf II de Salerne
Pour les articles homonymes, voir Gisulf.
Gisolf ou Gisulf II de Salerne (né vers 1035 mort le 2 janvier 1091) dernier prince lombard de Salerne de 1052 à 1076.

## Origine
Gisolf est l'aîné des enfants de Guaimar IV de Salerne et de sa seconde épouse. Le 2/3 juin 1052 son père à qui il était associé depuis mars 1042 et son oncle Pandolf sont assassinés alors qu'ils se promenaient sur le rivage près d'Amalfi  par quatre des  beaux-frères du prince, dont l'aîné se proclame prince sous le nom de Pandolf III de Salerne. Gisolf, sa mère, sa tante ses sœurs et cousines son emprisonnées. Seul son oncle Guy duc de Sorrente réussit à échapper aux meurtriers. Il se réfugie chez ses alliés normands et vient assiéger Salerne. Les assassins négocient et relâchent  Gisolf qui est proclamé prince le 11 juin. Ils reçoivent de Guy de Sorrente  l'assurance que la vie sauve leur sera accordée. Les Normands ne se considèrent pas engagés par le serment de Guy et les massacrent avec une quarantaine de personnes dès leur reddition afin de venger Guaimar IV.

## Règne
Profitant de troubles du début de son règne  les habitants d'Amalfi  reprennent leur autonomie. Les Amalfitains rappellent à leur tête le duc Jean II qui revenait de son exil à Constantinople et renouent avec l'empire byzantin.
Gisolf II se montre beaucoup plus circonspect que son père Guaimar IV envers ses alliés normands qu'il trouve trop envahissants. En 1059 il doit cependant accepter le mariage à Melfi de Robert Guiscard qui vient de se faire confirmer ses conquêtes territoriales par le Saint-Siège avec sa sœur Sykelgaite. Entre fin 1062 et 1065 de nouveau brouillé avec Robert mais réconcilié temporairement avec Amalfi il se rend à Constantinople où il est l'hôte du patrice Amalfitain Pantaléon, pour obtenir des secours des grecs. Par ses présents somptueux il tente d'impressionner la cour byzantine.
Dans la période qui précède le siège de Salerne c'est-à-dire entre 1070 et 1076 Gisolf II réussit à reprendre l'offensive contre ses voisins sans atteindre la puissance de son père, il rétablit son autorité sur sa principauté et même sur les côtes du nord de la Calabre. C'est à cette époque qu'il émet des pièces avec au revers la formule « Opulenta Salerna ». Il cherche à développer sa puissance navale n'hésitant pas à recruter des corsaires qui effectuent de nombreux pillage notamment à l'encontre des vaisseaux de Pise et Gènes. En octobre 1071 alors que le Pape Alexandre II consacre la nouvelle église de l'abbaye du Mont-Cassin en présence des dynastes lombards et normands, il oblige Gisolf II à se réconcilier avec un marchand d'Amalfi nommé Maurus père de Pantaléon. Malgré cela la cité se tourne vers les Normands et en 1073 Robert Guiscard revendique la suzeraineté sur Amalfi.
Trois ans plus tard le même Robert Guiscard et Richard Ier d'Aversa assiègent Salerne qui capitule le 13 décembre 1076, Gisolf II doit renoncer définitivement à sa principauté  vers le 5 juin 1077 et se réfugier auprès du Pape. Les habitants d'Amalfi révoltés contre l'occupation normande le proclament duc en mars 1088 mais il est chassé dès le 20 avril 1089 et il meurt le 2 janvier 1091.

## Union
Gisolf II avait épousé avant 1058 une certaine Marie d'origine inconnue qu'il répudie et dont il n'a pas de descendance.